# Joan Spero
Joan Edelman Spero (Geburtsname: Joan Edelman; * 2. Oktober 1944 in Davenport, Iowa) ist eine US-amerikanische Diplomatin. Von 1993 bis 1997 war sie Staatssekretärin für Wirtschaft, Unternehmen und Landwirtschaftsangelegenheiten (Under Secretary of State for Economic, Business, and Agricultural Affairs) und bekleidete zudem zahlreiche Funktionen in der Privatwirtschaft sowie bei sozialen und gesellschaftlichen Organisationen.

## Leben

### Botschafterin beim US-Wirtschafts- und Sozialrat sowie Vizepräsidentin von American Express
Joan Edelman Spero absolvierte nach dem Schulbesuch ein Studium im Fach Internationale Beziehungen an der University of Wisconsin–Madison, das sie 1966 mit einem Bachelor of Arts (B.A. International Relations) abschloss. Nach einem Auslandsstudienaufenthalt am Institut d’études politiques de Paris (IEP de Paris) schloss sie 1968 ein postgraduales Studium an der Columbia University mit einem Master of Arts (M.A. International Affairs) ab und heiratete 1969 den Rechtsanwalt C. Michael Spero. Nach einem weiteren postgradualen Studium der Politikwissenschaften erwarb sie 1973 an der Columbia University einen Doktor der Philosophie (Ph.D. Political Science).
Im Anschluss war Joan Spero, die Mitglied der akademischen Honor Society Phi Beta Kappa ist, zwischen 1973 und 1979 als Assistenz-Professorin für Politikwissenschaft an der Columbia University tätig. Daneben arbeitete sie zwischen 1976 und 1977 auch als Gastgelehrte an der Federal Reserve Bank of New York.
Spero, Mitglied der Demokratischen Partei, erhielt während der Amtszeit von US-Präsident Jimmy Carter 1980 ihre Akkreditierung als Botschafterin beim Wirtschafts- und Sozialrat der Vereinten Nationen in New York City und übte diese Funktion bis 1981 aus.
Danach wechselte sie 1981 als Vizepräsidentin und Leiterin der Strategieabteilung zum Finanzdienstleistungsunternehmen American Express und stieg während ihrer bis 1993 dauernden Tätigkeit 1991 zur Exekutiv-Vizepräsidentin sowie Mitglied des Unternehmenskomitees für Planung und Unternehmenspolitik auf. Daneben war sie zwischen 1985 und 1993 auch Mitglied des Aufsichtsrates des Chemie- und Munitionshersteller Hercules Inc.

### Under Secretary of State und Funktionen in Institutionen
Nach dem Wahlsieg von Bill Clinton bei der US-Präsidentschaftswahl 1992 wurde Joan Spero am 1. April 1993 Unterstaatssekretärin für Wirtschaft, Unternehmen und Landwirtschaftsangelegenheiten (Under Secretary of State for Economic, Business, and Agricultural Affairs) und bekleidete damit bis zum 24. Februar 1997 einen der höchsten Posten im US-Außenministerium.
Nach ihrem Ausscheiden aus dem Regierungsdienst wurde Joan Spero 1997 Präsidentin der Doris Duke Charitable Foundation und bekleidete diese Funktion elf Jahre lang bis 2008. Daneben übte sie zahlreiche Funktionen in der Privatwirtschaft aus, ist seit 1998 im Aufsichtsrat des Finanzdienstleisters First Data und war zwischen 2002 und 2005 auch im Aufsichtsrat der Fluggesellschaft Delta Air Lines. Spero, die 1997 auch Mitglied des Kuratoriums der Brookings Institution wurde, ist daneben seit 2003 Aufsichtsratsmitglied des InformationstechnikUnternehmens IBM sowie seit 2011 auch des weltweit größten PackmittelHerstellers International Paper.
Daneben ist sie Mitglied der Kuratorien der Columbia University, des Amherst College sowie der Wisconsin Alumni Research Foundation und engagiert sich darüber hinaus für die American Academy of Diplomacy, die American Philosophical Society, das Atlantic Institute for International Affairs, den Council of American Ambassadors, den Council on Foreign Relations sowie das Democratic Congressional Campaign Committee, das Wahlkampfkomitee der Demokraten für das US-Repräsentantenhaus.